# Hopothia histigma
Hopothia histigma là một loài bướm đêm trong họ Noctuidae.